# 彼得罗·费拉里斯
彼得罗·费拉里斯（義大利語：Pietro Ferraris，1912年2月15日—1991年10月11日），意大利男子足球运动员，场上位置是前锋。他曾代表意大利参加1938年国际足联世界杯，结果获得冠军。